# Jean-Paul Lakafia
Jean-Paul Lakafia (ur. 29 czerwca 1961 w Numei, w Nowej Kaledonii) – francuski lekkoatleta, który specjalizował się w rzucie oszczepem.
Uczestnik igrzysk olimpijskich, które w 1984 odbyły się w amerykańskim Los Angeles. Zawodnik uzyskał tam w eliminacjach wynik 80,52, a w finale 70,86. Rezultat ten dał mu ostatecznie 12. lokatę. W 1985 w japońskim Kobe zdobył brązowy medal letniej uniwersjady. Uzyskał wówczas wynik 82,96. Uczestnik mistrzostw Europy w 1986, gdzie nie awansował do finału. Dwukrotny mistrz Francji – w 1983 oraz 1984. Rekord życiowy: 86,60 (29 czerwca 1985, Gateshead). Reprezentując Nową Kaledonię czterokrotnie (1979, 1983, 1987, 1991)zdobywał złote medale z rzucie oszczepem na Igrzyskach Pacyfiku i raz (1983) srebro w dziesięcioboju.